# Czas eteru
Czas eteru – historyczna metoda diagnostyczna, stosowana w ocenie wydolności krążenia płucnego. 
Badanie wykonywano, wstrzykując szybko do prawej żyły łokciowej niewielką objętość (0,3 ml) jałowego eteru do narkozy w 5 ml NaCl. Badany pacjent zgłaszał, gdy zaczynał czuć drażniącą woń eteru, dostarczonego z krążeniem małym do płuc i dyfundującego z pęcherzyków płucnych do dróg oddechowych. Prawidłowo czas eteru wynosił 4-8 s, w zastoju w krążeniu płucnym i niektórych chorobach płuc ponad 18 s. Skrócenie obserwowano w nadczynności tarczycy, gorączce, innych przyczynach krążenia hiperkinetycznego.